# Селезнёв, Георгий Васильевич (певец)
Гео́ргий Васи́льевич Се́лезнев (21 октября 1938 — 24 января 2007, Санкт-Петербург) — советский оперный певец (бас); Народный артист России (1999).

## Биография
С 19 лет учился в Тбилисской консерватории. Окончив в 1965 году Ленинградскую консерваторию (класс В. М. Луканина), был солистом Ленинградской капеллы им. Глинки, затем (с 1967) преподавал в Ленинградской консерватории. В 1971—1975 годы — солист Малого театра оперы и балета.
В 1976—1979 годы преподавал в Московской консерватории, затем (по 1993) — солист Большого театра.
1993 - 1995 солист Мариинского театра
В 1993 вернулся в Петербург, возглавлял кафедру сольного пения консерватории. В числе его учеников — народный артист РСФСР Сергей Лейферкус, Народный артист России Владимир Чернов, солист Большого театра оперы и балета Республики Беларусь Андрей Валентий.
Умер от инфаркта миокарда.
Похоронен на Поперечной дорожке Смоленского кладбища.

## Творчество
Репертуар составляли более 30 оперных партий. Исполнял также вокальные партии в симфонических произведениях Л. Бетховена (симфония № 9, Месса до мажор), В. А. Моцарта (Реквием, Большая месса), Дж. Верди (Реквием), Д. Д. Шостаковича (симфонии № 13 и 14).
В концертах исполнял романсы, произведения современных композиторов (С. С. Прокофьева, Д. Д. Шостаковича, Г. В. Свиридова, В. А. Гаврилина, Л. А. Пригожина, С. М. Слонимского).
Гастролировал в городах Советского Союза и за рубежом.

### Оперные роли
- Борис — «Борис Годунов» М. П. Мусоргского
- Гремин — «Евгений Онегин» П. И. Чайковского
- Томский — «Пиковая дама» П. И. Чайковского
- Рене — «Иоланта» П. И. Чайковского
- Мато — «Саламбо» М. П. Мусоргского
- Дон Базилио — «Севильский цирюльник» Дж. Россини
- Оровез — «Норма» Беллини
- Скула — «Князь Игорь» А. П. Бородина
- Дед Мороз — «Снегурочка» Н. А. Римского-Корсакова
- Фолет — «Американцы» Е. И. Фомина
- Вотан —
- Досифей - "Хованщина" М.П. Мусоргский

### Дискография
Источник — Каталог советских грампластинок
| год  | партия                    | произведение                                                                                                   | композитор                                                               | дирижёр                                | лейбл                                   |
| ---- | ------------------------- | --- | ------------------------------------------------------------------------ | -------------------------------------- | --------------------------------------- |
| 1968 | соло                      | Арии и романс                                                                                                  | С. В. Рахманинов, М. И. Глинка, Н. А. Римский-Корсаков, М. П. Мусоргский | Эдуард Серов                           | «Мелодия», Д 021471-2                   |
| 1970 | соло                      | Арии и романс                                                                                                  | С. В. Рахманинов, М. И. Глинка, Н. А. Римский-Корсаков, М. П. Мусоргский | Эдуард Серов                           | «Мелодия», СМ 02265-6                   |
| 1969 | соло                      | Романсы | М. И. Глинка, С. В. Рахманинов                                           |                                        | «Мелодия», Д 24095-6                    |
| 1988 | дуэт с Людмилой Филатовой | «Не одна ли во поле дороженька» // 100 лет Русскому народному оркестру им В. В. Андреева : «Записи разных лет» |                                                                          |                                        | «Мелодия», М20 48337 001, М20 48339 006 |
| 1989 | Дед Мороз                 | «Снегурочка»                                                                                                   | Н. А. Римский-Корсаков                                                   | Александр Лазарев; Большой театр; 1987 | «Мелодия», А10 00429-36                 |
| 2012 | Дед Мороз                 | «Снегурочка»                                                                                                   | Н. А. Римский-Корсаков                                                   | Александр Лазарев; Большой театр; 1987 | «Мелодия», MEL CD 10 01526 (3 CD)       |

## Награды и признание
- 2-я премия Всесоюзного конкурса вокалистов им. Глинки (1965)
- 3-я премия Международного конкурса музыкантов-исполнителей (Мюнхен, 1966)
- 1-я премия Международного музыкального конкурса «Пражская весна» (1967)
- Заслуженный артист РСФСР (09.06.1987)
- Народный артист России (01.04.1999)